# Lorenzo Smerilli
Lorenzo Smerilli (San Severino Marche, 11 agosto 1987) è un pallavolista italiano.
Gioca nel ruolo di libero nel Parella.

## Carriera
La carriera di Lorenzo Smerilli comincia nel 2004 quando entra a far parte della squadra giovanile dell'Associazione Sportiva Volley Lube di Macerata: nel corso degli anni ottiene anche qualche apparizione nella squadra militante in Serie A1, fino alla stagione 2007-08, quando viene definitivamente promosso in prima squadra, con la quale vince la Coppa Italia; in questo periodo fa parte delle nazionali giovanili italiane.
Nella stagione 2008-09 passa alla Pallavolo Catania, in Serie A2, per far ritorno nella stagione successiva nuovamente nella squadra marchigiana. Nella stagione 2010-11 viene ingaggiato dal BluVolley Verona dove resta per due annate; nel 2011 ottiene le prime convocazioni nella nazionale maggiore.
Nella stagione 2012-13 passa al Corigliano Volley, in serie cadetta, mentre nell'annata 2013-14 torna in massima divisione, nella Pallavolo Piacenza, con cui vince la Coppa Italia: al termine del campionato decide di ritirarsi dall'attività agonistica.
Tuttavia ritorna alla pallavolo giocata nella stagione 2015-16 ingaggiato dal Parella di Torino, in Serie B1.

## Palmarès

### Club
- Coppa Italia: 2

2007-08, 2013-14